# Estalido articular
O estalido ou crepitação articular é a manipulação das articulações para produzir um som e uma sensação de "estalo". Às vezes, é realizado por fisioterapeutas, quiropraxistas, osteopatas e massagistas em banhos turcos, buscando uma variedade de resultados.
Durante muito tempo, acreditou-se que o estalar das articulações, especialmente dos dedos, causava artrite e outros problemas nas articulações. No entanto, isso não é apoiado por pesquisas médicas.
O mecanismo de estalos e o som resultante são causados por bolhas de cavitação de gás dissolvido (gás nitrogênio) que entram em colapso repentino dentro das articulações. Isso acontece quando a cavidade da articulação é esticada além de seu tamanho normal. A pressão dentro da cavidade da junta cai e o gás dissolvido sai repentinamente da solução e assume a forma gasosa, o que produz um ruído de estalo distinto. Para poder estalar a mesma articulação novamente, é necessário esperar cerca de 20 minutos até que as bolhas se dissolvam novamente no fluido sinovial e possam se formar novamente.
É possível que o estalo voluntário das articulações por um indivíduo seja considerado parte do espectro de transtornos obsessivo-compulsivos.

## Causas

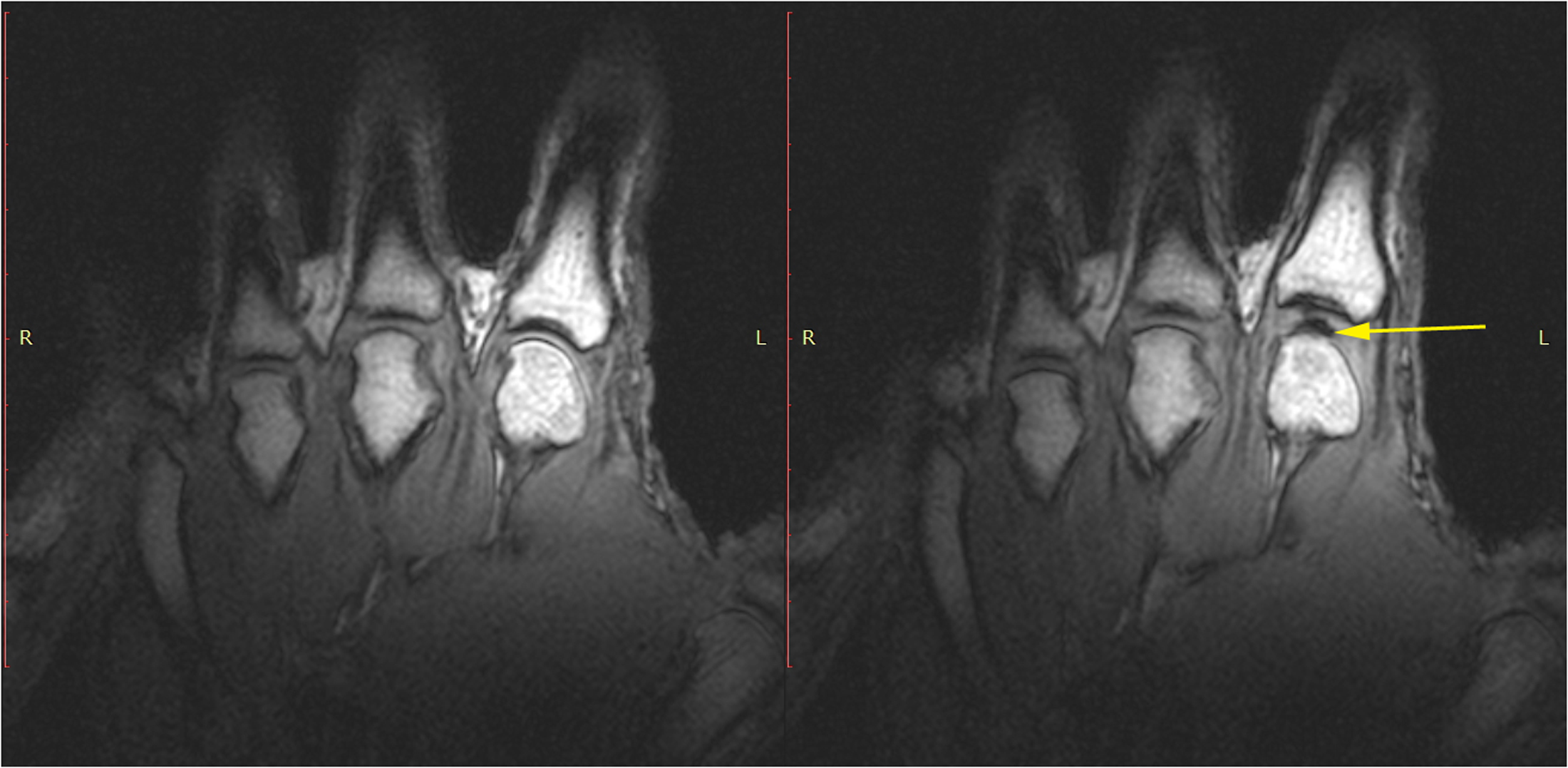
Imagens estáticas da mão na fase de repouso antes do estalo (esquerda). A mesma mão após o estalo com a adição de uma força de distração pós-estalo (direita). Observe o vazio interarticular escuro (seta amarela).

Por muitas décadas, o mecanismo físico que causa o som de estalo como resultado da flexão, torção ou compressão das articulações era incerto. As causas sugeridas incluíam:
- Cavitação dentro da articulação - pequenas cavidades de vácuo parcial se formam no fluido sinovial e, em seguida, entram em colapso rapidamente, produzindo um som agudo.[6][7]
- Alongamento rápido dos ligamentos.
- Rompimento das aderências intra-articulares (dentro da articulação).[8]
- Formação de bolhas de ar articular à medida que a articulação é expandida.[9]

Havia várias hipóteses para explicar a crepitação das articulações. A cavitação do líquido sinovial tem algumas evidências que a apoiam. Quando uma manipulação da coluna vertebral é realizada, a força aplicada separa as superfícies articulares de uma articulação sinovial totalmente encapsulada, o que, por sua vez, cria uma redução na pressão dentro da cavidade da articulação. Nesse ambiente de baixa pressão, alguns dos gases dissolvidos no fluido sinovial (que são encontrados naturalmente em todos os fluidos corporais) saem da solução, formando uma bolha ou cavidade (tribonucleação), que rapidamente se colapsa sobre si mesma, resultando em um som de "clique". Acredita-se que o conteúdo da bolha de gás resultante seja principalmente dióxido de carbono, oxigênio e nitrogênio. Os efeitos desse processo permanecerão por um período conhecido como "período refratário", durante o qual a articulação não pode ser "estalada novamente", que dura cerca de 20 minutos, enquanto os gases são lentamente reabsorvidos pelo fluido sinovial. Há algumas evidências de que a hipermobilidade dos ligamentos pode estar associado a uma maior tendência à cavitação.
Em 2015, uma pesquisa mostrou que as bolhas permaneceram no fluido após a crepitação, sugerindo que o som da crepitação foi produzido quando a bolha dentro da junta foi formada, e não quando ela entrou em colapso. Em 2018, uma equipe na França criou uma simulação matemática do que acontece em uma junta logo antes de ela estalar. A equipe concluiu que o som é causado pelo colapso das bolhas, e as bolhas observadas no fluido são o resultado de um colapso parcial. Devido à base teórica e à falta de experimentos físicos, a comunidade científica ainda não está totalmente convencida dessa conclusão.
O estalido dos tendões ou do tecido cicatricial sobre uma proeminência (como no ressalto no quadril) também pode gerar um som alto de estalido ou estalido.

## Relação com a artrite
A alegação comum de que estalar os dedos causa artrite não é apoiada por evidências científicas. Um estudo publicado em 2011 examinou as radiografias das mãos de 215 pessoas (com idades entre 50 e 89 anos). O estudo comparou as articulações das pessoas que estalavam os dedos regularmente com as das que não estalavam. O estudo concluiu que estalar os dedos não causava osteoartrite nas mãos, independentemente do número de anos ou da frequência com que a pessoa estalava os dedos. Esse estudo inicial foi criticado por não levar em consideração a possibilidade de fatores de confusão, como, por exemplo, se a capacidade de estalar os dedos está associada ao funcionamento prejudicado das mãos em vez de ser uma causa disso.
O médico Donald Unger estalou os dedos de sua mão esquerda todos os dias por mais de sessenta anos, mas não estalou os dedos de sua mão direita. Não houve formação de artrite ou outras doenças em nenhuma das mãos e, por isso, ele recebeu o Prêmio IgNobel de Medicina satírico de 2009.